# Serie GeForce 600
La serie GeForce 600 es una serie de unidades de procesamiento de gráficos desarrolladas por Nvidia, lanzadas por primera vez en 2012. Sirvieron como la introducción de la arquitectura Kepler.

## Descripción general
Mientras que el objetivo de la arquitectura anterior, Fermi, era aumentar el rendimiento bruto (particularmente para computación y teselado), el objetivo de Nvidia con la arquitectura Kepler era aumentar el rendimiento por vatio, sin dejar de esforzarse por aumentar el rendimiento general. La forma principal en que Nvidia logró este objetivo fue mediante el uso de un reloj unificado. Al abandonar el reloj de sombreado que se encuentra en sus diseños de GPU anteriores, aumenta la eficiencia, aunque requiere más núcleos para lograr niveles similares de rendimiento. Esto no solo se debe a que los núcleos son más eficientes energéticamente (dos núcleos Kepler utilizan aproximadamente el 90 % de la potencia de un núcleo Fermi, según las cifras de Nvidia), sino también a que la reducción de la velocidad del reloj genera una reducción del 50 % en el consumo de energía en esa área.
Kepler también introdujo una nueva forma de manejo de texturas conocida como texturas sin unión. Anteriormente, la CPU tenía que vincular las texturas a una ranura particular en una tabla de tamaño fijo antes de que la GPU pudiera hacer referencia a ellas. Esto llevó a dos limitaciones: una era que debido a que la mesa tenía un tamaño fijo, solo podía haber tantas texturas en uso a la vez como cabían en esta mesa (128). La segunda fue que la CPU estaba haciendo un trabajo innecesario: tenía que cargar cada textura y también vincular cada textura cargada en la memoria a una ranura en la tabla de vinculación. Con las texturas sin encuadernación, se eliminan ambas limitaciones. La GPU puede acceder a cualquier textura cargada en la memoria, lo que aumenta la cantidad de texturas disponibles y elimina la penalización de rendimiento del enlace.
Finalmente, con Kepler, Nvidia pudo aumentar el reloj de memoria a 6 GHz. Para lograr esto, Nvidia necesitaba diseñar un bus y un controlador de memoria completamente nuevos. Si bien aún no alcanza la limitación teórica de 7 GHz de GDDR5, esto está muy por encima de la velocidad de 4 GHz del controlador de memoria para Fermi.
Kepler lleva el nombre del matemático, astrónomo y astrólogo alemán Johannes Kepler.

## Arquitectura
La serie GeForce 600 contiene productos de las generaciones anteriores de GPU Nvidia Fermi y Kepler. Los miembros de la serie 600 basados en Kepler agregan las siguientes características estándar a la familia GeForce:
- Interfaz PCI Express 3.0
- DisplayPort 1.2
- Salida de vídeo HDMI 1.4.ª 4K x 2K
- Aceleración de video de hardware Purevideo VP5 (descodificación H.264 de hasta 4K x 2K)
- Bloque de aceleración de codificación de hardware H.264 ( NVENC )
- Admite hasta 4 pantallas 2D independientes o 3 pantallas estereoscópicas/3D (NV Surround)
- Multiprocesador de transmisión de próxima generación (SMX)
- Un nuevo programador de instrucciones
- Texturas sin encuadernación
- Capacidad informática CUDA 3.0
- Impulso de GPU
- TXAA
- Fabricado por TSMC en un proceso de 28 nm

### Arquitectura multiprocesador de transmisión (SMX)
La arquitectura Kepler emplea una nueva arquitectura de multiprocesador de transmisión llamada SMX. Los SMX son el método clave para la eficiencia energética de Kepler, ya que toda la GPU utiliza un solo "Core Clock" en lugar del "Shader Clock" de doble bomba. El uso de SMX de un único reloj unificado aumenta la eficiencia energética de la GPU debido al hecho de que dos núcleos Kepler CUDA consumen el 90 % de la energía de un núcleo Fermi CUDA. En consecuencia, el SMX necesita unidades de procesamiento adicionales para ejecutar un warp completo por ciclo. Kepler también necesitaba aumentar el rendimiento bruto de la GPU para seguir siendo competitivo. Como resultado, duplicó los núcleos CUDA de 16 a 32 por arreglo CUDA, arreglo de 3 núcleos CUDA a arreglo de 6 núcleos CUDA, 1 carga/almacenamiento y 1 grupo SFU a 2 carga/almacenamiento y 2 grupos SFU. Los recursos de procesamiento de la GPU también son el doble. De 2 programadores warp a 4 programadores warp, 4 unidades de despacho se convirtieron en 8 y el archivo de registro se duplicó a 64 000 entradas para aumentar el rendimiento. Con la duplicación de las unidades de procesamiento de GPU y los recursos que aumentan el uso de espacios de troquel, la capacidad del motor PolyMorph no se duplica, sino que se mejora, lo que lo hace capaz de generar un polígono en 2 ciclos en lugar de 4. Con Kepler, Nvidia no solo trabajó en la eficiencia energética sino también en la eficiencia del área. Por lo tanto, Nvidia optó por usar ocho núcleos FP64 CUDA dedicados en un SMX para ahorrar espacio en el troquel, al mismo tiempo que ofrece capacidades FP64 ya que todos los núcleos Kepler CUDA no son compatibles con FP64. Con la mejora que hizo Nvidia en Kepler, los resultados incluyen un aumento en el rendimiento gráfico de la GPU mientras se minimiza el rendimiento del FP64.

### Un nuevo programador de instrucciones
Se adquieren áreas de matriz adicionales reemplazando el complejo programador de hardware con un programador de software simple. Con la programación de software, la programación de warps se trasladó al compilador de Nvidia y, dado que la canalización matemática de GPU ahora tiene una latencia fija, ahora incluye la utilización de paralelismo a nivel de instrucción y ejecución superescalar además del paralelismo a nivel de hilo. Dado que las instrucciones se programan estáticamente, la programación dentro de un warp se vuelve redundante ya que la latencia de la canalización matemática ya se conoce. Esto dio como resultado un aumento en el espacio del área del troquel y la eficiencia energética.

### Impulso de GPU
GPU Boost es una nueva función que es más o menos análoga a la aceleración turbo de una CPU. Siempre se garantiza que la GPU funcione a una velocidad de reloj mínima, denominada "reloj base". Esta velocidad de reloj se establece en el nivel que garantizará que la GPU se mantenga dentro de las especificaciones TDP, incluso con cargas máximas. Sin embargo, cuando las cargas son más bajas, hay espacio para aumentar la velocidad del reloj sin exceder el TDP. En estos escenarios, GPU Boost aumentará gradualmente la velocidad del reloj en pasos, hasta que la GPU alcance un objetivo de potencia predefinido (que es 170 W de forma predeterminada). Al adoptar este enfoque, la GPU aumentará o disminuirá su reloj dinámicamente, de modo que proporcione la máxima cantidad de velocidad posible mientras se mantiene dentro de las especificaciones de TDP.
El objetivo de potencia, así como el tamaño de los pasos de aumento del reloj que tomará la GPU, se pueden ajustar a través de utilidades de terceros y proporcionan un medio para hacer overclocking de las tarjetas basadas en Kepler.

### Compatibilidad con Microsoft DirectX
Las tarjetas basadas en Fermi y Kepler son compatibles con Direct3D 11, ambas también son compatibles con Direct3D 12, aunque no todas las funciones proporcionadas por la API.

### TXAA
Exclusivo de las GPU Kepler, TXAA es un nuevo método anti-aliasing de Nvidia que está diseñado para su implementación directa en motores de juegos. TXAA se basa en la técnica MSAA y filtros de resolución personalizados. Su diseño aborda un problema clave en los juegos conocido como shimmering o temporal aliasing; TXAA resuelve eso suavizando la escena en movimiento, asegurándose de que cualquier escena del juego se elimine de cualquier alias y brillo.

### NVENC
NVENC es el bloque SIP de Nvidia que realiza la codificación de video, de manera similar a Quick Sync Video de Intel y VCE de AMD. NVENC es una tubería de función fija de bajo consumo que puede tomar códecs, decodificar, preprocesar y codificar contenido basado en H.264. Los formatos de entrada de la especificación NVENC están limitados a la salida H.264. Pero aun así, NVENC, a través de su formato limitado, puede realizar la codificación en resoluciones de hasta 4096 × 4096.
Al igual que Quick Sync de Intel, NVENC actualmente está expuesto a través de una API patentada, aunque Nvidia tiene planes para proporcionar el uso de NVENC a través de CUDA.

### Nuevas características del controlador
En los controladores R300, lanzados junto con la GTX 680, Nvidia introdujo una nueva característica llamada Adaptive VSync. Esta función está destinada a combatir la limitación de la sincronización vertical que, cuando la velocidad de fotogramas cae por debajo de 60 FPS, hay tartamudeos a medida que la velocidad de sincronización vertical se reduce a 30 FPS, y luego a factores adicionales de 60 si es necesario. Sin embargo, cuando la velocidad de fotogramas es inferior a 60 FPS, no hay necesidad de sincronización vertical, ya que el monitor podrá mostrar los fotogramas cuando estén listos. Para solucionar este problema (sin dejar de mantener las ventajas de v-sync con respecto al desgarro de la pantalla), se puede activar Adaptive VSync en el panel de control del controlador. Habilitará VSync si la velocidad de fotogramas es igual o superior a 60 FPS, mientras que lo deshabilitará si la velocidad de fotogramas baja. Nvidia afirma que esto dará como resultado una visualización general más fluida.
Si bien la función debutó junto con la GTX 680, esta función está disponible para los usuarios de tarjetas Nvidia más antiguas que instalan los controladores actualizados.
Dynamic Super Resolution (DSR) se agregó a las GPU Fermi y Kepler con una versión de octubre de 2014 de los controladores Nvidia. Esta función tiene como objetivo aumentar la calidad de la imagen visualizada, renderizando el paisaje a una resolución más alta y detallada (ampliación) y reduciéndola para que coincida con la resolución nativa del monitor (reducción de resolución).

## Historia
En septiembre de 2010, Nvidia anunció por primera vez a Kepler.
A principios de 2012, surgieron detalles de los primeros miembros de las piezas de la serie 600. Estos miembros iniciales eran GPU para portátiles de nivel de entrada procedentes de la arquitectura Fermi más antigua.
El 22 de marzo de 2012, Nvidia presentó la GPU de la serie 600: la GTX 680 para PC de escritorio y la GeForce GT 640M, GT 650M y GTX 660M para notebook/laptop.
El 29 de abril de 2012, se anunció la GTX 690 como el primer producto Kepler con doble GPU.
El 10 de mayo de 2012, se anunció oficialmente la GTX 670.
El 4 de junio de 2012, se anunció oficialmente la GTX 680M.
El 16 de agosto de 2012 se anunció oficialmente la GTX 660 Ti.
El 13 de septiembre de 2012, se anunciaron oficialmente las GTX 660 y GTX 650.
El 9 de octubre de 2012 se anunció oficialmente la GTX 650 Ti.
El 26 de marzo de 2013, se anunció oficialmente la GTX 650 Ti BOOST.

## Productos

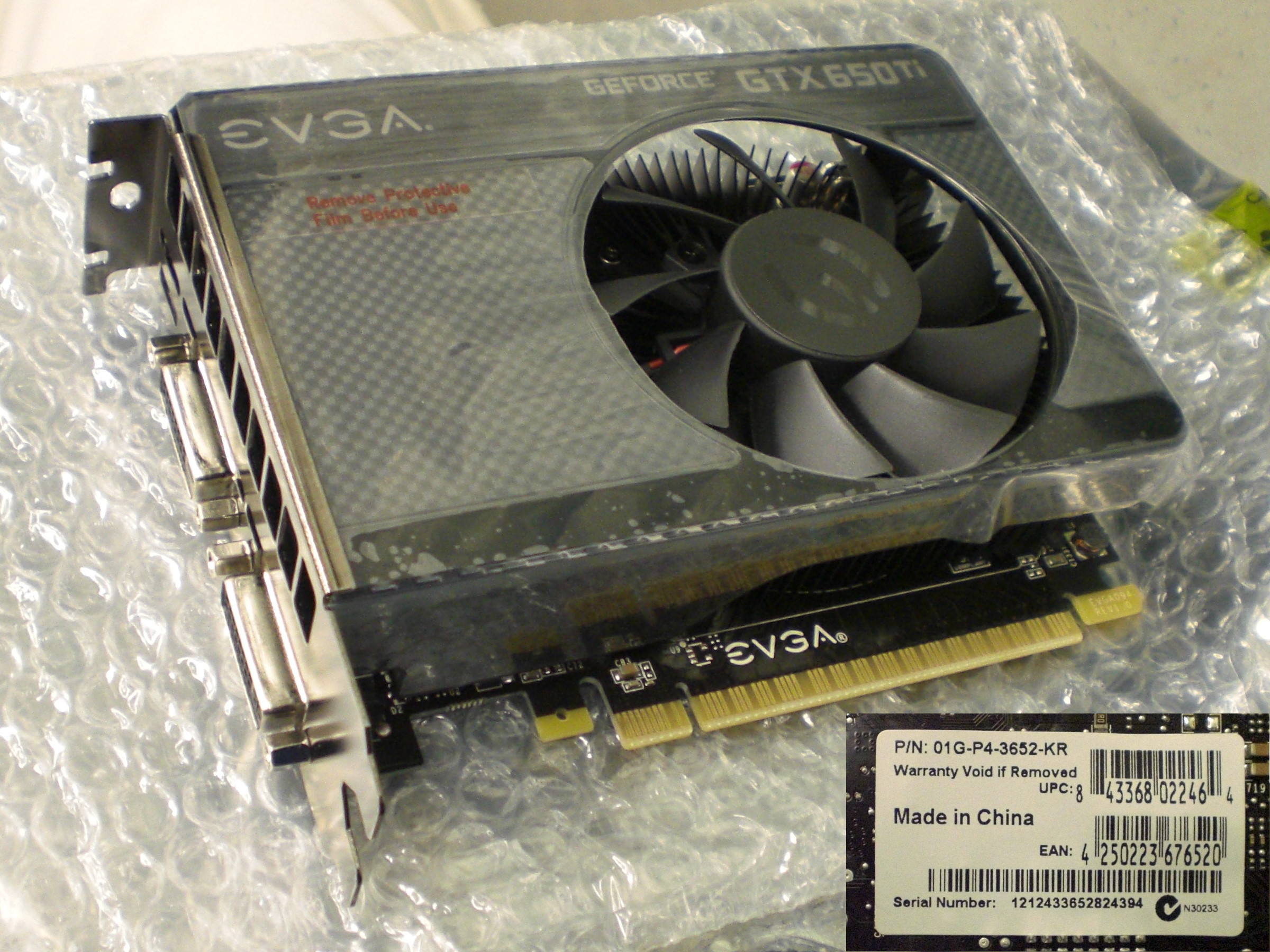
EVGA GeForce GTX 650 Ti

### Serie GeForce 600M (6xxM)
La serie GeForce 600M para arquitectura de portátiles. La potencia de procesamiento se obtiene multiplicando la velocidad del reloj del sombreador, la cantidad de núcleos y cuántas instrucciones son capaces de ejecutar los núcleos por ciclo.

## Soporte discontinuado
Nvidia anunció que después de la versión 390 de los controladores, ya no lanzará controladores de 32 bits para sistemas operativos de 32 bits.
Nvidia anunció que las GPU para portátiles Kepler pasarán al soporte heredado a partir de abril de 2019 y serán compatibles con actualizaciones de seguridad críticas solo hasta abril de 2020. Varias de las GPU Geforce 6xxM de portátiles se ven afectadas por este cambio, las restantes son GPU Fermi de gama baja que ya no son compatibles desde enero de 2019.
Nvidia anunció que después de la versión 470 de los controladores, haría la transición del soporte de controladores para los sistemas operativos Windows 7 y Windows 8.1 al estado heredado y continuaría brindando actualizaciones de seguridad críticas para estos sistemas operativos hasta septiembre de 2024.
Nvidia anunció que todas las GPU de escritorio Kepler restantes pasarían al soporte heredado a partir de septiembre de 2021 en adelante y serían compatibles con actualizaciones de seguridad críticas hasta septiembre de 2024. Todas las GPU GeForce 6xx restantes se verían afectadas por este cambio.